# Sunkrish Bala
Sunkrish Bala (Tamil: சுன்க்ரிஷ் பாலசுப்ரமணியன்; nacido Sunkrish Balasubramanian el 21 de mayo de 1984) es un actor indio-estadounidense. Bala es conocido por interpretar al Dr. Caleb Subramanian en The Walking Dead.

## Primeros años
Bala nació en Mumbai, Maharashtra, India  y es de ascendencia Tamil. Se graduó en Bellarmine College Preparatory, San Jose en 2002 y en la Escuela de Teatro, Cine y Televisión de UCLA en 2006.

## Carrera
Desde 2007-2008, Bala fue un regular en la comedia de la ABC Notes from the Underbelly interpretando el papel de Eric. Bala también fue un regular en la serie de la MTV Sin pantalones en el papel de Bobby. La serie se canceló después de una temporada. Bala tuvo papeles recurrentes como el Dr. Caleb Subramanian en The Walking Dead y como Vikram Singh en Castle.

## Filmografía
| Año  | Título                                     | Papel             | Notas            |
| ---- | ------------------------------------------ | ----------------- | ---------------- |
| 2005 | Cab Driver                                 | Conductor         | Cortometraje     |
| 2005 | The Origin of Om                           | Arjun             |                  |
| 2006 | American Blend                             | Brijesh           |                  |
| 2008 | Get Smart's Bruce and Lloyd Out of Control | Tipo del revés    |                  |
| 2008 | Desi Karate Kid                            | Jimmy Streets     | Cortometraje     |
| 2009 | Albino Farm                                | Sanjay            |                  |
| 2009 | Indian Gangster                            | Amit              | Cortometraje     |
| 2010 | Starstruck                                 | Dr. Sanjay Lad    | Película para TV |
| 2010 | Another Harvest Moon                       | Paul              |                  |
| 2011 | Big Mike                                   | Naveen Patel      | Película para TV |
| 2012 | The Secret Lives of Wives                  | Clay              | Película para TV |
| 2014 | Hollows Grove                              | Roger Rafkin      |                  |
| 2014 | Meet the Patels                            | Él mismo          |                  |
| 2016 | Killing Poe                                | Ashbir Brathwaite | [ 6 ]            |
| 2016 | Chee and T                                 | Chee              | [ 7 ]            |
| 2016 | The Thinning                               | Dr. Patel         |                  |

| Año        | Título                    | Papel                 | Notas |
| ---------- | ------------------------- | --------------------- | --- |
| 2005       | CSI: Nueva York           | Alex                  | 1 episodio |
| 2005       | Barbershop                | Bashir                | Papel recurrente, 4 episodios: "Get Your Hand Out of My Womb" (temporada 1: episodio 1) "Madonna Is a Ho" (temporada 1: episodio 3) "What's Good for the Cos..." (temporada 1: episodio 5) "The Politics of Money" (temporada 1: episodio 9) |
| 2005       | Mentes criminales         | Jordan                | 1 episodio |
| 2005       | Will & Grace              | Gerald                | 1 episodio |
| 2005       | Grey's Anatomy            | Steve Murphy          | 2 episodios: "Thanks for the Memories" (temporada 2: episodio 9) "Much Too Much" (temporada 2: episodio 10) |
| 2005, 2007 | My Name Is Earl           | Doctor                | 2 episodios: "Teacher Earl" (temporada 1: episodio 5) "Two Balls, Two Strikes" (temporada 2: episodio 20) |
| 2006       | Huff                      | Estudiante #2         | 1 episodio |
| 2006       | Vanished                  | Técnico en balística  | 1 episodio |
| 2006       | Damages                   |                       | |
| 2007-08    | Notes from the Underbelly | Eric                  | Temporada 1-2 (regular; 23 episodios) |
| 2009       | Body Politic              | Zeke                  | Piloto no emitido |
| 2009       | Bones                     | Buddy Shirazi         | 1 episodio |
| 2009       | Lie to Me                 | Arun Ashraf           | 1 episodio |
| 2010       | Brothers & Sisters        | Lewis                 | 1 episodio |
| 2010       | Day One                   | Jamil                 | 1 episodio |
| 2011       | Harry's Law               | Dr. Max Richards      | 1 episodio |
| 2011-12    | Awkward                   | Dr. Mishra            | Papel recurrente, 4 episodes: "Pilot" (temporada 1: episodio 1) "The Scarlet Eye" (temporada 1: episodio 4) "Fateful" (temporada 1: episodio 12) "Homewrecker Hamilton" (temporada 2: episodio 9)                                            |
| 2011-12    | Sin pantalones            | Bobby                 | Temporada 1 (regular; 12 episodios) |
| 2013       | Shameless                 | Andy                  | 3 episodios: "Where There's a Will" (temporada 3: episodio 8) "Frank the Plumber" (temporada 3: episodio 9) "Order Room Service" (temporada 3: episodio 11)                                                                                  |
| 2013       | Mistresses                | Hamid                 | 1 episodio |
| 2013       | Body of Proof             | Sanjit Singh          | 1 episodio |
| 2013       | Austin & Ally             | Roger Dunlap          | 1 episodio |
| 2013       | The Walking Dead          | Dr. Caleb Subramanian | Papel recurrente, 4 episodios: "30 Days Without an Accident" (temporada 4: episodio 1) "Infected" (temporada 4: episodio 2) "Isolation" (temporada 4: episodio 3) "Internment" (temporada 4: episodio 5)                                     |
| 2014       | Modern Family             | Daryl                 | Episodio: "Haley's 21st Birthday" |
| 2015-2016  | Castle                    | Vikram Singh          | 9 episodios |

| Año  | Título                  | Papel | Notas |
| ---- | ----------------------- | ----- | ----- |
| 2014 | Transistor (videojuego) | Royce |       |